# Kloster Haina
Das Kloster Haina (lat.: Abbatia Haina oder Heinensis Abbatia u. ä.) ist eine ehemalige Zisterzienser-Abtei in Haina an der Wohra im hessischen Kellerwald. In der gotischen Klosteranlage befindet sich heute ein Zentrum für Soziale Psychiatrie. Die Kirche zählt aufgrund der gotischen Ausmalung zu den bedeutendsten hochgotischen Baudenkmälern in Deutschland. Die Anlage wird umsäumt vom Stamfordschen Garten.

## Bauzeit und Gebäude

### Gründung
Nach der Gründung eines Benediktinerklosters auf der Aulesburg um 1140 beim Dorf Löhlbach durch Graf Poppo I. von Reichenbach und seinen Schwiegersohn Volkwin II. von Schwalenberg wurde das Kloster 1150 dem Zisterzienserkloster Kamp am Niederrhein übergeben. Drei Konvente aus Kamp versuchten nacheinander vergeblich, das Kloster an dieser Stelle auf eine tragfähige Basis zu stellen, zogen dann aber wieder ab. Da auch die Klärung der rechtlichen Voraussetzungen erforderte, erfolgte die eigentliche Klostergründung erst im Jahr 1188, als die Zisterzienserabtei auf der Aulesburg als vierte Tochter der Zisterze Altenberg bei Köln gegründet wurde.
Im Jahr 1201 erwarb der Konvent durch Kauf- und Tauschverträge den gesamten Haus- und Grundbesitz des Dorfs Haina in dem rund 4 Kilometer entfernten milderen Talkessel an der Wohra vor dem Hainaer Gebirge. Das Dorf wurde aufgelöst und in ein von den Mönchen bewirtschaftetes Klostergut umgewandelt. Die sechs bisher dort ansässigen Bauernfamilien erhielten Klosterland in anderen Dörfern und Geldabfindungen zum Aufbau neuer Höfe. Im Jahr 1215 wurde das Kloster Aulesburg selbst nach Haina verlegt, nachdem Graf Heinrich II. von Reichenbach, Großneffe Poppos I., im Jahre zuvor erneut auf alle Rechte an den dem Kloster übertragenen Besitzungen verzichtet und den Verkauf des Dorfs Haina an das Kloster bekundet hatte. Insbesondere nach dem Eintritt des Grafen Heinrich III. von Reichenbach, Enkel Poppos I., in das Kloster im Jahr 1231 erlebte es einen Aufschwung. Die Mönche erwarben im Lauf der Zeit durch Schenkungen, Tausch und Handel einen weitreichenden Streubesitz, der von der Weser bis zum Main und zur Kinzig reichte.

### Klosterkirche

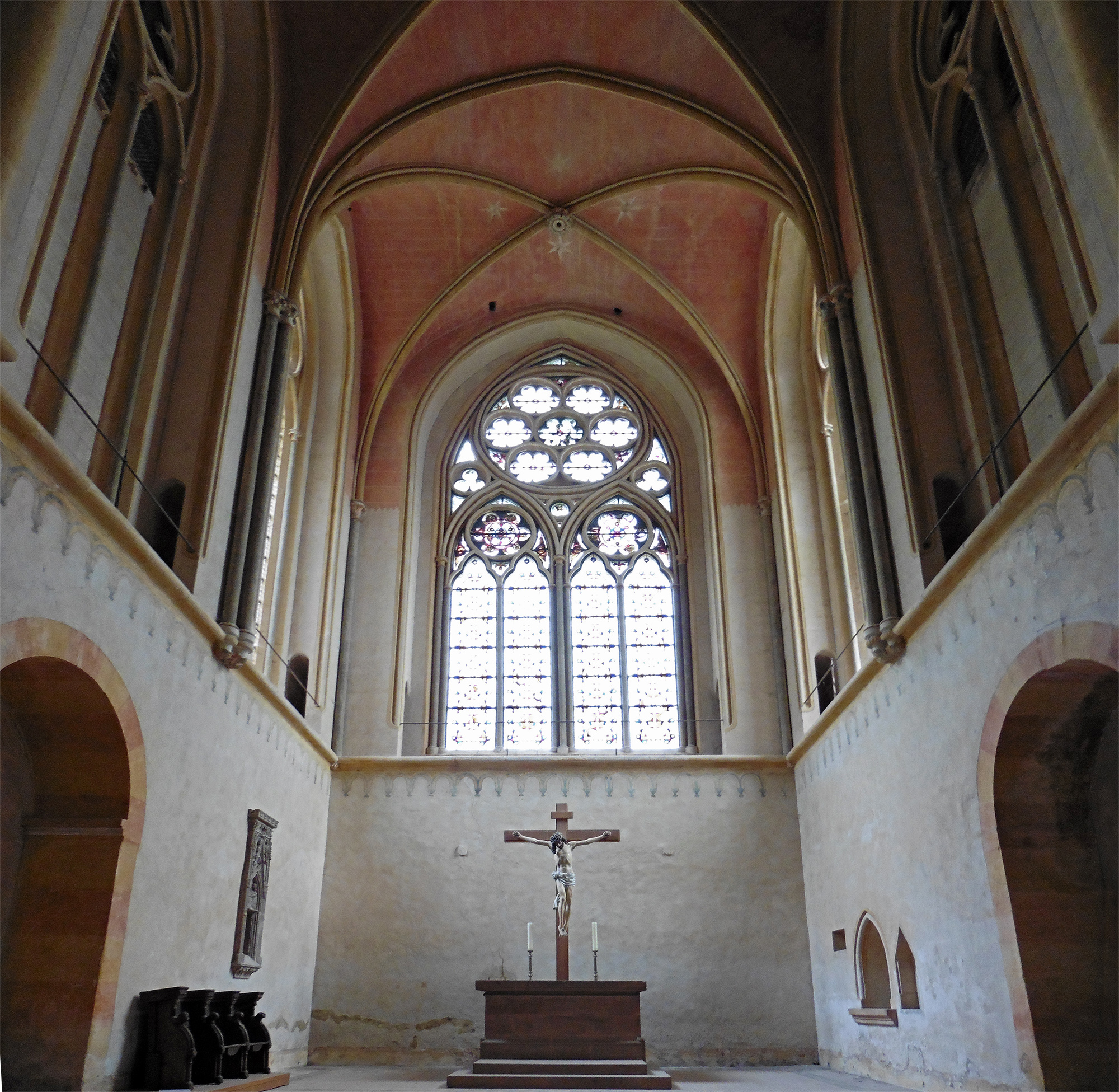
Chor: unten Romanik, oben hochgotisches Maßwerk, ca. 1240

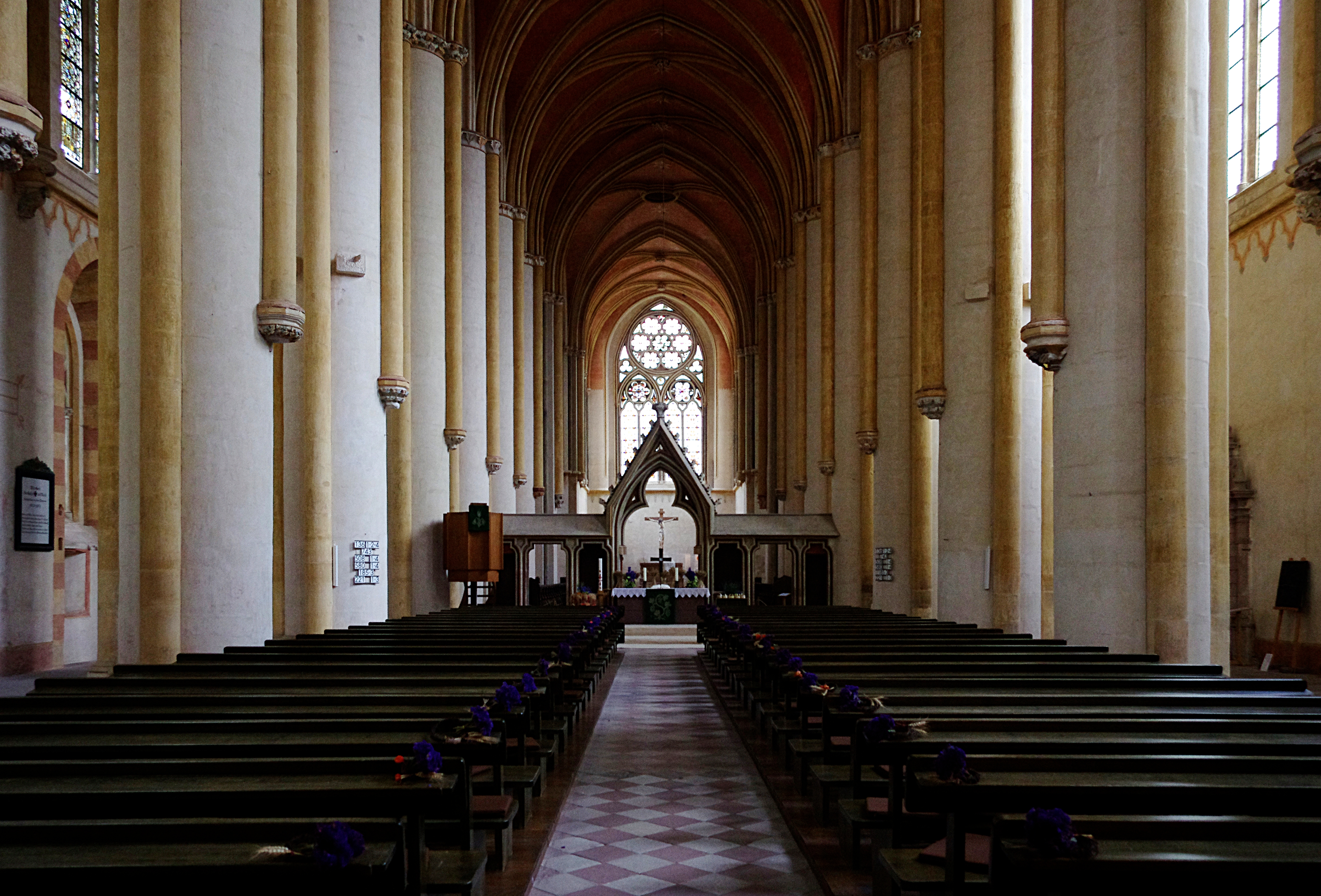
Hallenschiff, ab Mitte 13. Jh., Sicht zum Chor

Um 1216 begannen sie mit dem Bau der Klosterkirche. Die untere Zone von Chor und Querhaus ist noch romanisch. Diese Bauphase wurde 1224 mit einer Weihe des Chors abgeschlossen. 
Die obere Zone dieser Gebäudeteile hat Laufgänge, wie der Bremer Dom sie bei seinem frühgotischen Umbau ab 1224 erhielt. Aber die ab etwa 1240 errichteten Maßwerkfenster gehören schon der Hochgotik an. Großenteils gehen sie in ihrer Komplexität deutlich über die etwa gleichzeitig geschaffenen der Marburger Elisabethkirche hinaus und sind Spitzenleistungen der französischen Gotik jener Zeit ebenbürtig, etwa den Maßwerkfenstern der Kathedrale von Amiens und der Sainte-Chapelle in Paris. 
Das Langhaus von neun Jochen Länge wurde ab Mitte des 13. Jahrhunderts errichtet, als Hallenkirche mit schmalen Seitenschiffen. Jedoch kam es nach 1270 zu einer längeren Bauunterbrechung, die westlichen vier Joche wurden erst 1328 fertiggestellt. Die jüngsten Maßwerke haben Ähnlichkeiten mit rheinischen (Kapellenkranz des Kölner Doms 1248–1277, Altenberger Dom 1259–1379).
Die Kirche hatte nach zisterziensischer Regel zunächst keine Türme über der Vierung, sondern nur Dachreiter. Ebenso verzichteten die Zisterzienser ursprünglich auf Bilder, Skulpturen, farbige Glasfenster und Kreuze und sonstige Ausschmückungen. 
Aus dem 13. und 14. Jahrhundert stammen die Reste der Grisaille-Fenster und das geschnitzte Chorgestühl. In einem Zwickel des Ostfensters wird der Schöpfer der Glasmalerei als „Lupuldus frater“ benannt. Aus dem 14. Jahrhundert stammen die kunsthistorisch bedeutenden gotischen Ausmalungen eines anonymen Künstlers. Das Wandtabernakel aus dem 14. Jahrhundert ist dem Bildhauer Tyle von Frankenberg auf Grund einer Signatur zuzuschreiben.
Erst später beendete man vorsichtig die Turmlosigkeit. 1744 wurde auf der Vierung ein barockes Türmchen aufgesetzt; der neugotische Turm entstand 1889 im Zuge umfassender Renovierungsarbeiten, als auch der Kreuzgang eingewölbt wurde. Zuvor fanden 1849 erste Restaurierungsarbeiten unter Friedrich Lange statt. 

### Konventsgebäude
Kreuzgang und Konventsgebäude schließen südlich an die Kirche an. Sie wurden nach der Säkularisation mehr oder weniger stark umgestaltet, umfassen aber noch viel an mittelalterlicher Bausubstanz und Gestaltung.
- Der Ostflügel des Kreuzgangs aus dem 3. Viertel des 13. Jahrhunderts war zunächst flach gedeckt und wurde erst 1892–1896 eingewölbt.
- Räume im Ostflügel:
  - Kapitelsaal aus der 2. Hälfte des 13. Jahrhunderts, mit Maßwerkfenstern zum Kreuzgang,
  - ehemalige Parlatur,
  - im Obergeschoss das Dormitorium der Mönche, seit der Reformation Hospital.
- Räume im Südflügel:
  - Winterrefektorium (14. Jahrhundert), heute Winterkirche
  - Schreibstube,
  - Küchenbau (15. Jahrhundert).
- Teile des zweigeschossigen Westflügels.

### Außenstellen
Das Kloster unterhielt Wirtschaftshöfe in den umgebenden Städten, um dort Agrarprodukte aus seiner Landwirtschaft abzusetzen. Dazu zählte unter anderem der Hainer Hof in Frankfurt am Main.

## Säkularisation

### Hospital

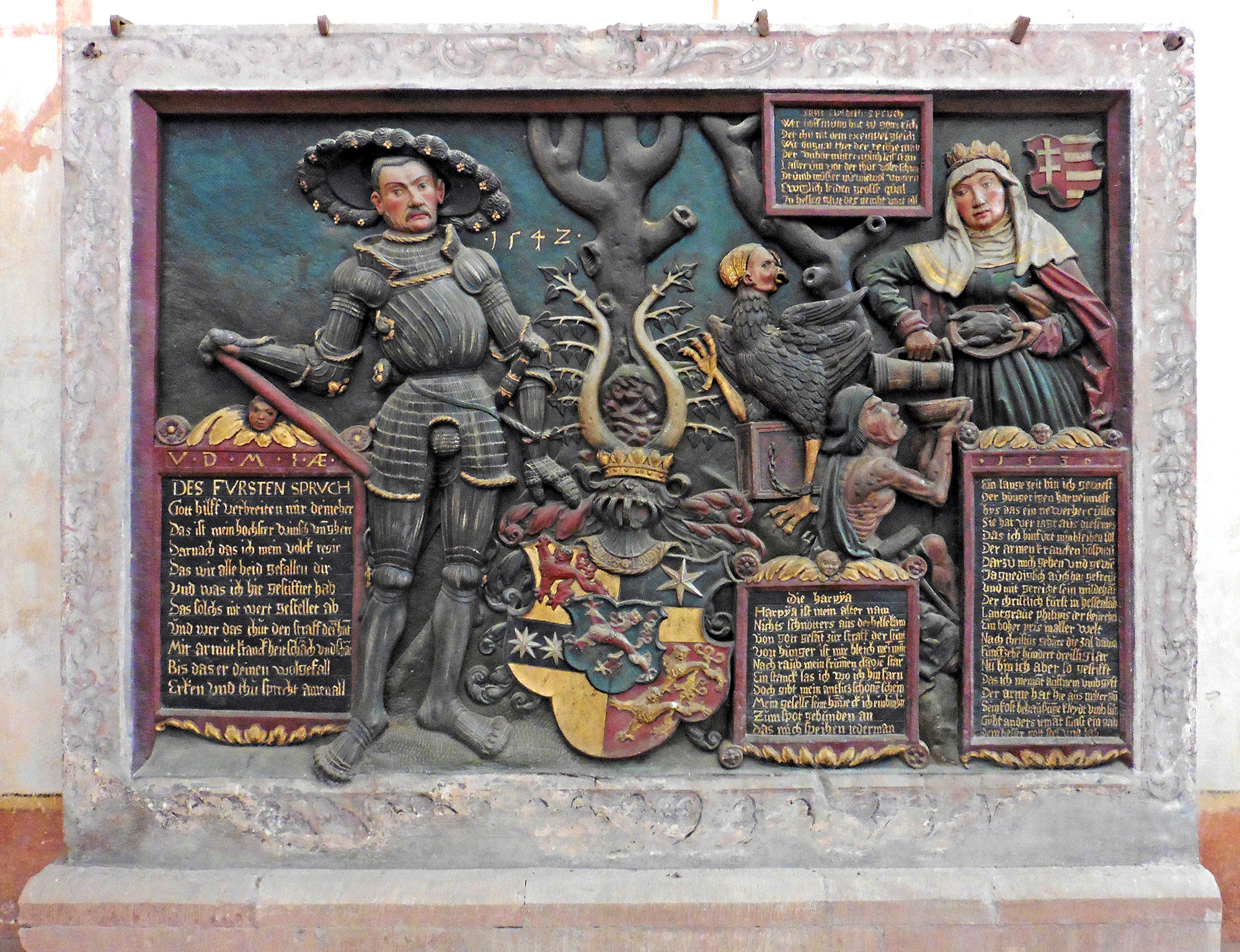
Philippstein

Landgraf Philipp I. löste nach der Einführung der Reformation in der Landgrafschaft Hessen die Abtei auf. Er stiftete im August 1533 in Haina eines von vier Hohen Hospitälern für die arme Landbevölkerung in seinem Land. Haina war eines der beiden für Männer. Dabei blieb dem Hospital der gesamte einstige Klosterbesitz erhalten, damit aus dessen Erträgen die Kosten bestritten werden konnten. Der Landgraf weihte am 26. August, von Kassel kommend, das Landeshospital Merxhausen für weibliche Kranke ein und reiste anschließend nach Haina weiter, wo er das Landeshospital für Männer einweihte.
1539 praktizierte der Anatom Johann Dryander dort, und von 1540 bis 1543 war der Chronist Wigand Lauze Vorsteher des Spitals. Der Renaissance-Bildhauer Philipp Soldan schuf das Grabdenkmal für den Obervorsteher Heinz von Lüder und 1542 den „Philippstein“ in der Klosterkirche. Aus dem 16. Jahrhundert stammt das Kruzifix über dem Altarraum.

### Um den Ersten  Weltkrieg
Das Landeshospital Haina wurde 1869 der Kommunalverwaltung im Regierungsbezirk Kassel unterstellt. 
Mit dem Beginn des Ersten Weltkrieges wurde in Haina ein Lazarett für ca. 40 Soldaten eingerichtet. Das Leben der Patienten verschlechterte sich durch die schlechtere Ernährungssituation. „Die Todesrate der Patienten stieg bei sinkender Belegung fast auf das Dreifache der Vorkriegszeit an. Die Zahl der Aufnahmen ging drastisch zurück.“
Von 1909 bis 1915 gab es durchschnittlich 900 Patienten, 1919 noch 565. 1914 verstarben von den 888 Patienten 67, während 1918 von 565 Patienten 149 verstarben.
In den 1920er Jahren setzte sich die aktive Krankenbehandlung nach Herman Simon (1867–1947) durch. Ziel war eine Art moderne Arbeits- und Beschäftigungstherapie.
1929 wurde es Landesheil- und Pflegeanstalt für psychisch Kranke. In den 1930er Jahren wurden neue Schockmethoden angewandt, sowohl Elektroschocks als auch Insulinkuren.

### Zeit des Nationalsozialismus

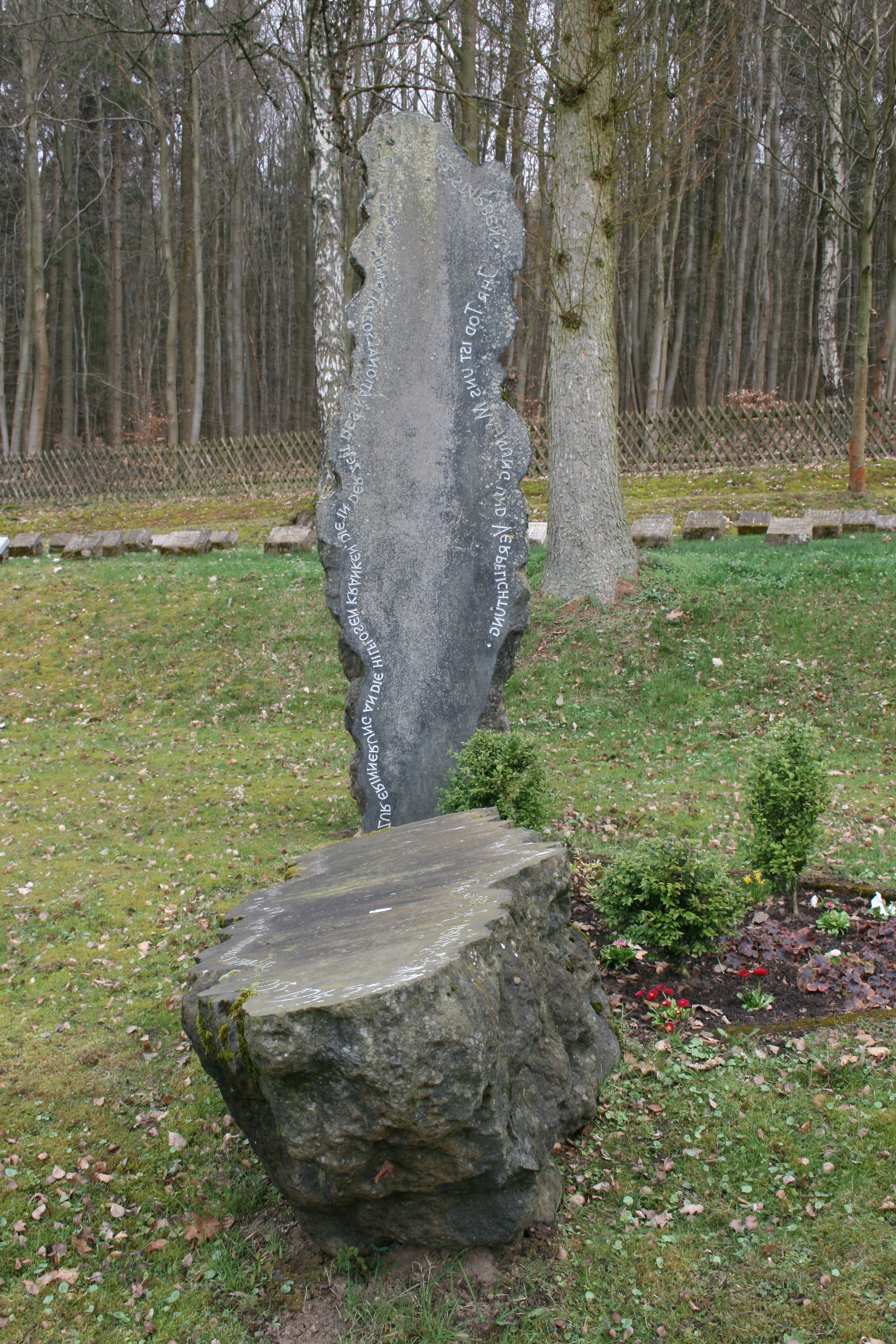
Mahnmal der Euthanasie-Opfer auf dem Waldfriedhof der Gemeinde Haina (Kloster) mit der Inschrift: „Zur Erinnerung an die hilflosen Kranken, die in der Zeit des Nationalsozialismus 1933-1945 hier starben. Ihr Tod ist uns Mahnung und Verpflichtung.“

„Die dunkelste Zeit der Psychiatrie begann 1933 mit der Machtübernahme der Nationalsozialisten.“ In Hessen setzte 1937 das Führerprinzip ein. 1939 begann „der Vernichtungsfeldzug gegen die Anstaltsinsassen. Sie wurden per Meldebogen systematisch erfasst und unter Vortäuschung kriegswichtiger Gründe erst in Zwischen- und dann in Tötungsanlagen verlegt.“ Die Euthanasiemorde in der NS-Zeit erfolgten auch von Haina aus. Ab 1934 wurden Patienten zwangssterilisiert. Die Patientenzahl stieg in der Zeit auf 1200. „Das Personal wurde trotz steigender Belegung nicht verstärkt – im Gegenteil, mit Kriegsbeginn mussten viele Pfleger zum Militärdienst.“
Mit Kriegsbeginn wurde ein Reservelazarett mit 562 Betten eingerichtet. 1941 kamen 500 Kriegsgefangene hinzu und ab „1943 wurden verwundete deutsche Soldaten in Haina gepflegt.“
Die Sterberate stieg in Haina von 4 Prozent vor Kriegsbeginn auf 13,8 (1940), 11,3 % (1944) und 17,3 % (1945) an. „Dennoch lag die Zahl der Verstorbenen immer noch unter der Quote von Landesheilanstalten, die eindeutig als Tötungsanstalten erkennbar sind, darunter Weilmünster bei Weilburg mit einer Sterberate von 40 %.“
Es wurden in Haina Patienten getötet. „Die 30 jüdischen Patienten [...] wurden in eine Sammelanstalt nach Gießen verbracht.“ 434 Patienten wurden nach Idstein und Weilmünster verlegt. „Kurz darauf wurden 411 Patienten mit Bussen in die Tötungsanstalt Hadamar“ überführt. Im April 1944 wurden „17 Männer in das Konzentrationslager (KZ) Mauthausen bei Linz (Österreich) ‚zur Vernichtung durch Arbeit‘ verlegt.“ Zwei Patienten überlebten.
Das Pflegepersonal soll, nach Christina Vanja, von der Rassenhygiene nicht überzeugt gewesen sein.
Seit 1983 erinnert die zentrale Gedenkstätte des Landeswohlfahrtsverbandes Hessen in Hadamar an die Opfer der NS-Verbrechen. Auch in Haina gibt es einen Gedenkstein für die Opfer auf dem Friedhof.

## Nach 1945

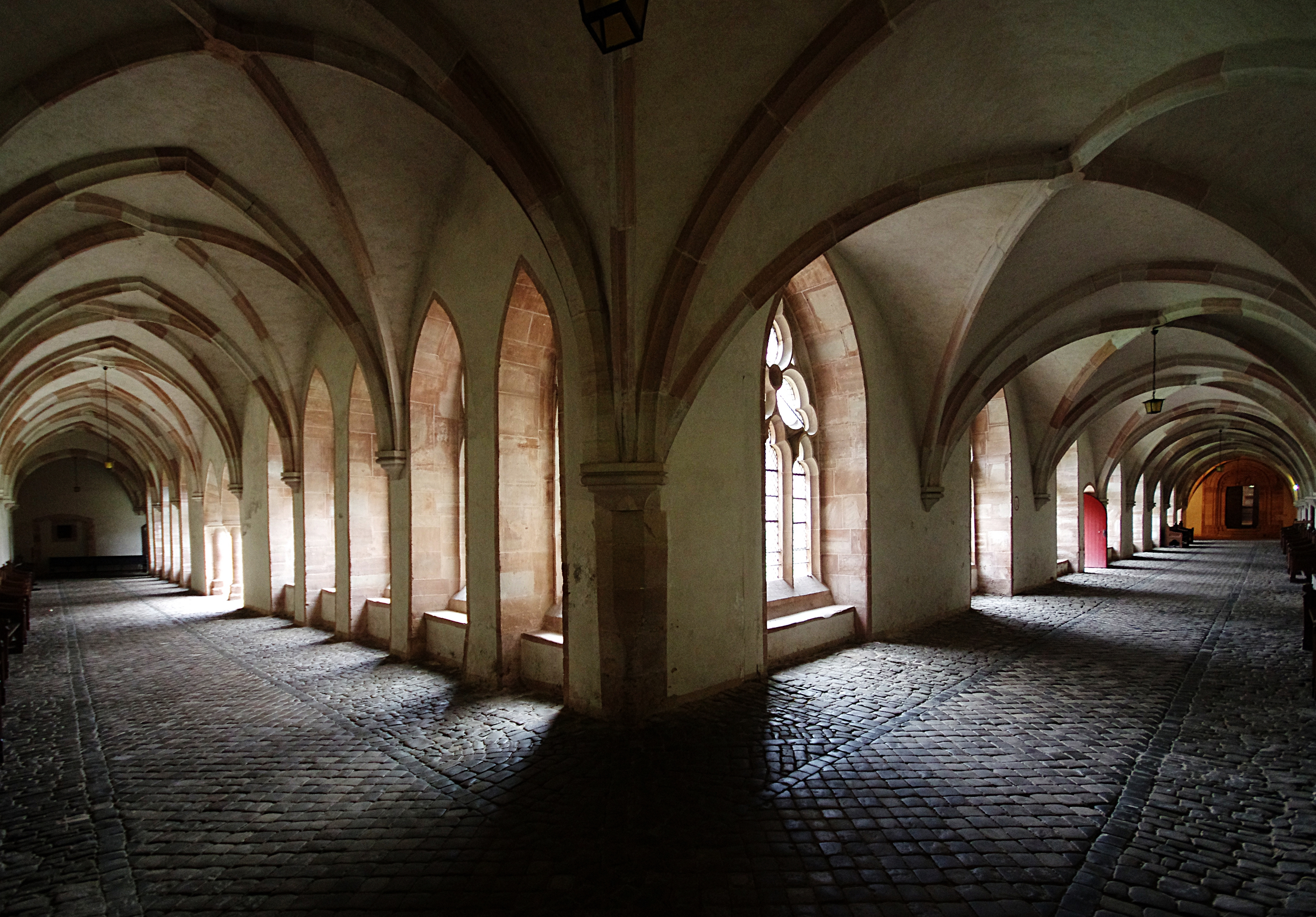
Kreuzgang

In Haina dauerte es „bis zum Anfang der 1950er Jahre, bis die hohe Sterblichkeit“ zurückging.
Der Hainer Direktor Erich Zeiß (1886–1971) „war in den Kriegsjahren durch die Verlegung von Patienten in das Programm des Krankenmordes eingebunden“. Von 1948 bis 1952 war er nach seiner Entnazifizierung wieder Direktor in Haina. Vanja weist darauf hin, dass er „233 Patienten (also über 30 %) von den Transporten zurückstellen liess“, da sie als Arbeitskräfte in Haina gebraucht würden.
Ab 1953 wurde die Einrichtung als „Psychiatrisches Krankenhaus Haina“ vom Landeswohlfahrtsverband Hessen betrieben. Das traditionelle Männerhospital nahm nun auch Frauen auf, das therapeutische Angebot wurde erweitert, aus manchen Krankenstationen wurden Wohngruppen gebildet, und die großen Bettensäle wurden durch Mehrbettzimmer ersetzt.

### „Vitos Haina“
Heute wird das Krankenhaus, vormals Zentrum für soziale Psychiatrie Haina, von der Vitos GmbH betrieben. Vitos Haina gliedert sich in vier Abteilungen:
- Klinik für Psychiatrie und Psychotherapie (KfPP, vormals Psychiatrisches Krankenhaus)
- Klinik für forensische Psychiatrie (KffP, vormals Klinik für gerichtliche Psychiatrie), mit forensisch-psychiatrischer Ambulanz Hessen
- Heilpädagogische Einrichtung (HPE)
- Begleitender Psychiatrischen Dienst (BPD, vormals Wohn- und Pflegeheim)

Die Stationen und Wohngruppen sind auf einige historische und auf zahlreiche erst zu Zeiten der Psychiatrie erbaute Gebäude verteilt. 2008 wurde ein Stationsneubau erstellt.
Die ursprüngliche Klosteranlage mit der Klosterkirche, dem Konversenbau, dem Kreuzgang und dem Konventualenbau beherbergt heute die Zentralküche, das Personalkasino, Büroräume der KffP und KfPP, und wird darüber hinaus für museale und repräsentative Zwecke genutzt.

### Psychiatriemuseum
In der Parlatur des Klosters, dem ehemaligen Sprechzimmer der Mönche, befindet sich seit 1992 das Psychiatriemuseum Haina, das 500 Jahre Psychiatriegeschichte dokumentiert.

## Liste der Äbte von Haina
- Gottschalk, 1196–1201
- R., 1201
- Wilhelm, 1214–1220
- Wigand, 1220–1235/37
- Johannes, 1237/42–1245
- Arnold, 1247
- Werner, 1251–1266
- Gerhard, 1267–1268
- Heinrich, 1270–1272
- Hermann, 1273
- Ludwig, 1274
- Heinrich, 1275–1287
- Bertram, 1288–1298
- Wilhelm, 1304
- Gerhard, 1307
- Ludwig Sleder, 1308–1312
- Siegfried, 1316
- Hertwig, 1319–1329
- Dietrich, 1341
- Gerhard von Buchhain, 1342–1351/1356
- Ludwig, 1368
- Johann von Röddenau, 1372–1374
- Hermann von Köln, 1374–1377
- Hermann von Gilsa, 1378–1384
- Johann, 1392–1393
- Heinrich, 1395–1400
- Statius Huhn, 1406–1434
- Johann(es) Kammermann, 1437–1441
- Nikolaus, 1444–1448
- Johann Gaugrebe, 1448–1469/1470
- Johannes Fischbach, 1470–1507
- Ludwig Snyders von Wetter, 1489–1491
- Dietmar von Wetter, 1508–1527/1529
- Johannes Falkenberg von Gladenbach, 1529–1558 (nur noch Titularabt)
- Hermann Angelicus Coloniensis (von Köln), 1558–1574 (nur noch Titularabt)

## Dichter und Maler

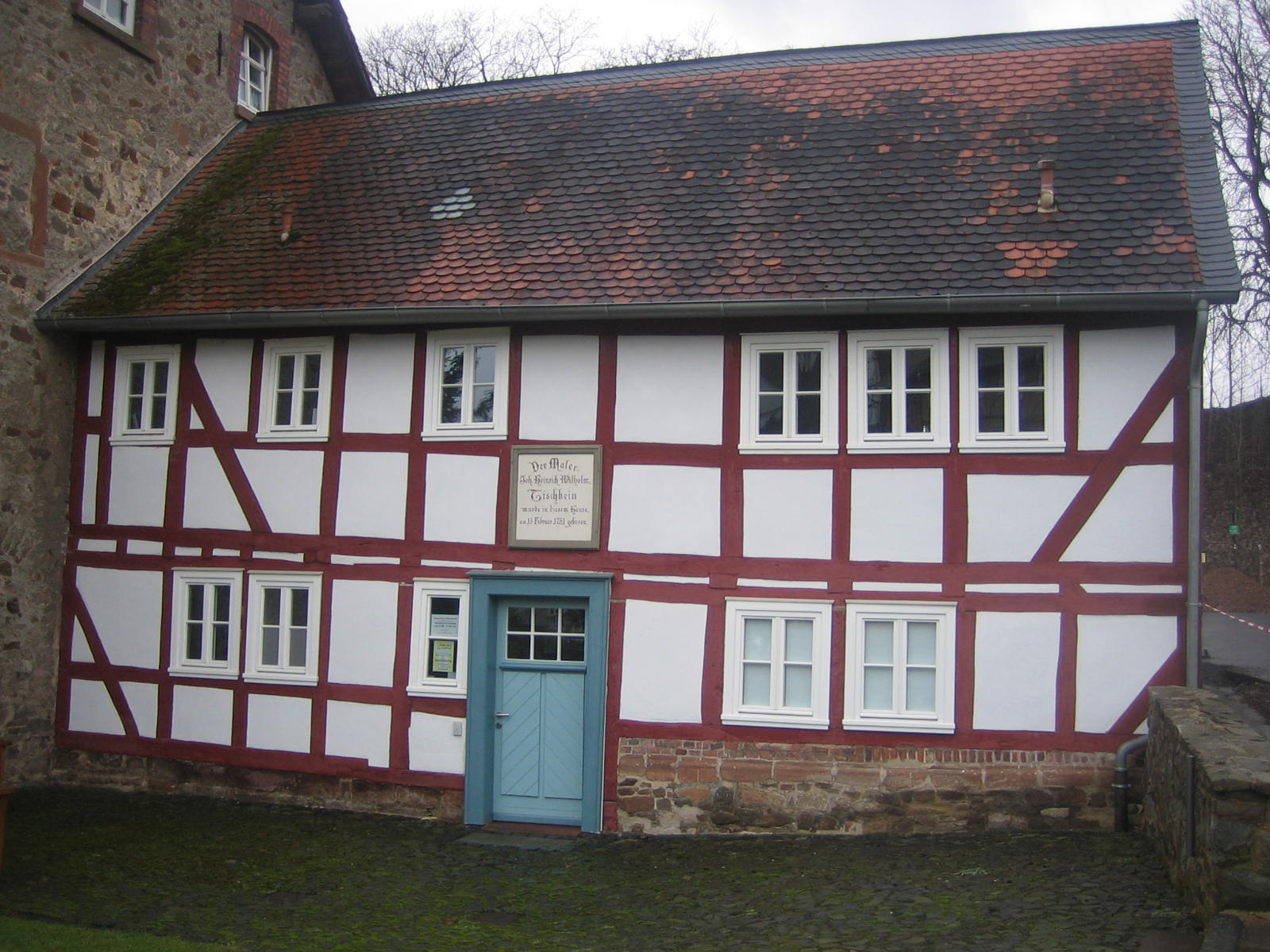
Geburtshaus von Johann Heinrich Wilhelm Tischbein

Am 6. Januar 1488 wurde der Dichter Helius Eobanus Hessus als Sohn eines Angestellten des Klosters Haina im nahe liegenden Dorf Halgehausen geboren; er erhielt von den Mönchen in Haina seine erste grundlegende Schulausbildung.
Die Geburt und Ausbildung mehrerer Künstler der Tischbein-Malerdynastie erfolgte in Haina. Am 11. Dezember 1715 wurde in Haina der barocke Maler Johann Valentin Tischbein geboren; am 3. Oktober 1722 als Sohn des Klosterbäckers der Rokokomaler Johann Heinrich Tischbein, 1742 der Kupferstecher Johann Heinrich Tischbein der Jüngere und am 15. Februar 1751 der Maler Johann Heinrich Wilhelm Tischbein, der Goethe mehrfach porträtierte. Am 10. Oktober 1758 wurde der Zeichner und Kupferstecher Anton Wilhelm Strack in Haina geboren.

## Historische Überlieferung
Der große Bestand der originalen Quellen (Urkunden, Akten, Amtsbücher) wird im Hessischen Staatsarchiv Marburg und im Hospitalarchiv Haina, einer Außenstelle des Archivs des Landeswohlfahrtsverbandes Hessen, verwahrt. Für die komplizierte Überlieferungsgeschichte siehe:
- Wilhelm Dersch: Hessisches Klosterbuch (VHKH. Bd. 12)- Marburg 1940, Reprint Marburg 2000, S. 65–68.
- Arnd Friedrich: Haina- In: Friedhelm Jürgensmeier, Regina Elisabeth Schwerdtfeger (Hg.): Die Mönchs- und Nonnenklöster der Zisterzienser in Hessen und Thüringen (= Germania Benedictina. Bd. IV/2) München 2011, S. 947–950. (Der Originalbeitrag von Arnd Friedrich umfasst mehr als 100 Seiten und ist hier sehr stark gekürzt aufgeführt.
- Eckhart G. Franz: Kloster Haina, Regesten und Urkunden. Bd. 1: 1144–1300 (VHKH. Bd. 9/5). Marburg 1962. – Bd. 2: 1300–1560 (1648), 1. Hälfte: Regesten (VHKH. Bd. 9/6/1). Marburg 1970. – Bd. 2: 1300–1560 (1648), 2. Hälfte: Texte und Indices, Nachträge und Korrekturen (VHKH. Bd. 9/6/2). Marburg 1998.